# Eduardo Retat
Eduardo Julián Retat Torres (* 6. Juni 1948 in Santa Marta) ist ein ehemaliger kolumbianischer Fußballspieler und -trainer. Der Stürmer spielte 17-mal für die Nationalmannschaft und gewann auf Vereinsebene zwei kolumbianische Meisterschaften.

## Karriere

### Verein
Trotz eines Angebots aus Frankreich debütierte Eduardo Retat 1968 bei Independiente Santa Fe unter Trainer Antonio Julio de la Hoz. Zuvor war er nach einer herausragenden Leistung mit der Auswahl von Magdalena als bester Amateurspieler Kolumbiens ausgezeichnet worden. Sein erstes und einziges Spiel für Santa Fe bestritt er gegen Atlético Junior in Barranquilla, doch nach einem Zusammenstoß mit Oswaldo Pérez erlitt er eine schwere Bänderverletzung, die ihn zu einer siebenmonatigen Pause zwang. Nach seiner Genesung schloss er sich Cúcuta Deportivo an. In drei Spielzeiten absolvierte er 126 Partien und erzielte ein Tor. Nach seiner Zeit bei Cúcuta wurde er an Atlético Nacional verkauft, wo er sich als Führungsspieler etablierte und von Anfang an die Kapitänsbinde trug. Für Atlético Nacional bestritt er 222 Spiele und erzielte 38 Tore, bevor er seine Karriere 1979 beendete. Mit dem Verein aus Medellín gewann er die Meisterschaften 1973 und 1976.

### Nationalmannschaft
Retat gehörte zum Kader der Nationalmannschaft für die Olympischen Sommerspiele 1968, musste jedoch wegen einer Verletzung absagen. Er debütierte 1973 und nahm an der Copa América 1975 teil, bei der Kolumbien als Gruppensieger ins Halbfinale einzog und dort Titelverteidiger Uruguay bezwang. Das Finale verloren die Cafeteros im Entscheidungsspiel gegen Peru. Retat bestritt acht der neun Turnierspiele seines Teams und erzielte beim 3:1-Erfolg im Gruppenspiel gegen Ecuador die 2:1-Führung. Insgesamt absolvierte Retat zwischen 1973 und 1977 17 Länderspiele, in denen er zwei Tore schoss.

### Trainer
Retat begann seine Trainerkarriere mit der kolumbianischen U23-Nationalmannschaft  beim Turnier von Toulon und dem Olympischen Qualifikationsturnier für Moskau, für das sich sein Team qualifizierte. Bei den Olympischen Spielen schied Kolumbiens Auswahl nach einem Sieg, einem Unentschieden und einer Niederlage als Gruppendritter aus. Sein erstes Engagement in der Categoría Primera A hatte er 1984 bei Unión Magdalena, bei dem er das Team in die Finalrunde führte. Besonders in Erinnerung bleibt er durch seine zwei Amtszeiten bei Millonarios (1986 und 1991), wobei er einmal knapp die Meisterschaft verpasste.
Retat trainierte mehrere Teams, darunter Deportivo Pereira, Deportivo Cali, Real Cartagena und Lanceros Boyacá. 1998 war er einer von acht Trainern bei Deportivo Unicosta. In den Saisons 2000 bis 2004 kehrte er zu Unión Magdalena zurück und bestritt am 12. April 2004 sein 366. Spiel mit dem Klub.
Zweimal coachte Retat Cúcuta Deportivo, wobei seine Tätigkeit 1998 wegen Nichtzahlung des Gehalts nur von kurzer Dauer war. Bei seinem zweiten Engagement von 2004 bis 2005 schaffte er es in die Play-offs um den Aufstieg in die erste Liga, jedoch scheiterte sein Team, nachdem der Konkurrent Real Cartagena gegen den Valledupar FC vier Tore beim 5:0-Sieg in den letzten fünf Minuten des Spiels erzielte. Die anschließenden Untersuchungen wegen Korruption wurde ergebnislos eingestellt.
In der zweiten Liga war er mehrmals bei den Patriotas Boyacá aktiv. Auch bei Unión Magdalena war er erneut 2011 und 2015 verantwortlicher Trainer. Nach der Entlassung im August 2015 beendete er endgültig seine Trainerlaufbahn. Als Trainer weist Retat eine lange Karriere mit über 1000 Spielen auf, darunter 627 in der ersten Liga und 444 in der zweiten Liga.

## Erfolge
Atlético Nacional
- Kolumbianischer Meister: 1973, 1976